# Јепуријада
Јепуријада или зечијада је ловачко туристичка манифестација, која се одржава сваке године од 2001. у селу Тополовник, у општини Велико Градиште.
Идеја о организовању ловачке манифестације у организацији Ловачко удружења „Голуб“ из Великог Градишта и у договору са одговорним члановима ловачке секције Тополовника, први пут је реализована октобра 2001. године, после чега је манифестација почела да се ораганизује сваке године. Домаћин манифестације је Тополовник. Манифестација која обухвата такмичење у припремању ловачког гулаша од јепура (зеца), уз дружење и забаву.
На влашком језику зец се зове јепур, дугоуха и брзонога зверка, те отуда и назив „јепуријада“ или зечијада. Јепуријада је од 2006. године у календару манифестација Ловачког савеза Србије, а од 2009. у званичној туристичкој понуди општини Велико Градиште.
Манифестација је праћена културно-уметничким програмом који негује народну традицију, избором најбољег ђачког литерарног и ликовног рада на тему лова, изложбом ловачких трофеја, смотром ловачких паса са циљем окупљања наших људи из целог света, промоцију сеоског туризма и оживљавање села. Одржава се последње суботе у новембру и траје цео дан, до проглашења победника у справљању зечијег гулаша.
Ловишта око Тополовника су величине 1.800 хектара и погодна су за лов различитих врста дивљачи, као што су препелице, фазани, јаребице, зачеви, срндаћи, док дивљих свиња има само у пролазу. Сезона лова на зечева траје од 16. октобра до 31. децембра, с тим што је од 15 до 31. децембра дозвољено хватати само живе зечеве.